# 1977-es indianapolisi 500
A 61. alkalommal megrendezett Indianapolisi 500 mérföldes versenyt 1977. május 29-én rendeztek meg.
| Helyezés | Rajthely | Rajtszám | Versenyző             | Qual    | Rank | Körök száma | Élen | Kiesés oka   |
| -------- | -------- | -------- | --------------------- | ------- | ---- | ----------- | ---- | ------------ |
| 1        | 4        | 14       | A.J. Foyt             | 194.563 | 5    | 200         | 46   |              |
| 2        | 1        | 8        | Tom Sneva             | 198.886 | 1    | 200         | 3    |              |
| 3        | 3        | 21       | Al Unser              | 195.950 | 4    | 199         | 17   |              |
| 4        | 10       | 40       | Wally Dallenbach, Sr. | 189.563 | 13   | 199         | 0    |              |
| 5        | 11       | 60       | Johnny Parsons        | 189.255 | 14   | 193         | 0    |              |
| 6        | 22       | 24       | Tom Bigelow           | 186.470 | 25   | 192         | 0    |              |
| 7        | 24       | 65       | Lee Kunzman           | 186.384 | 27   | 191         | 0    |              |
| 8        | 18       | 11       | Roger McCluskey       | 190.992 | 10   | 191         | 0    |              |
| 9        | 25       | 92       | Steve Krisiloff       | 184.691 | 33   | 191         | 0    |              |
| 10       | 16       | 36       | Jerry Sneva           | 186.616 | 23   | 187         | 0    |              |
| 11       | 5        | 20       | Gordon Johncock       | 193.516 | 6    | 184         | 129  | Crankshaft   |
| 12       | 28       | 16       | Bill Puterbaugh       | 186.799 | 22   | 170         | 0    | Szelep       |
| 13       | 32       | 58       | Eldon Rasmussen       | 185.119 | 31   | 168         | 0    |              |
| 14       | 31       | 42       | John Mahler           | 185.242 | 30   | 157         | 0    |              |
| 15       | 8        | 48       | Pancho Carter         | 192.452 | 9    | 156         | 0    | Motorhiba    |
| 16       | 21       | 98       | Gary Bettenhausen     | 186.596 | 24   | 138         | 0    | Kuplung      |
| 17       | 23       | 84       | Bill Vukovich II      | 186.393 | 26   | 110         | 1    | Wing Strut   |
| 18       | 2        | 6        | Bobby Unser           | 197.618 | 2    | 94          | 2    | Oil Leak     |
| 19       | 9        | 5        | Mike Mosley           | 190.064 | 12   | 91          | 0    | Timing Gear  |
| 20       | 7        | 25       | Danny Ongais          | 193.040 | 8    | 90          | 0    | Header       |
| 21       | 33       | 72       | Bubby Jones           | 184.938 | 32   | 78          | 0    | Szelep       |
| 22       | 27       | 29       | Cliff Hucul           | 187.198 | 21   | 72          | 0    | Váltó        |
| 23       | 20       | 73       | Jim McElreath         | 187.715 | 19   | 71          | 0    | Turbocharger |
| 24       | 13       | 18       | George Snider         | 188.977 | 16   | 65          | 2    | Szelep       |
| 25       | 14       | 78       | Bobby Olivero         | 188.452 | 17   | 57          | 0    | Dugattyú     |
| 26       | 6        | 9        | Mario Andretti        | 193.351 | 7    | 47          | 0    | Header       |
| 27       | 19       | 10       | Lloyd Ruby            | 190.840 | 11   | 34          | 0    | Baleset      |
| 28       | 15       | 86       | Al Loquasto           | 187.647 | 20   | 28          | 0    | Magneto      |
| 29       | 26       | 27       | Janet Guthrie         | 188.403 | 18   | 27          | 0    | Timing Gear  |
| 30       | 29       | 38       | Clay Regazzoni        | 186.047 | 28   | 25          | 0    | Fuel Cell    |
| 31       | 30       | 17       | Dick Simon            | 185.615 | 29   | 24          | 0    | Overheating  |
| 32       | 12       | 97       | Sheldon Kinser        | 189.076 | 15   | 14          | 0    | Dugattyú     |
| 33       | 17       | 2        | Johnny Rutherford     | 197.325 | 3    | 12          | 0    | Váltó        |